# Chlorocebus cynosuros
Chlorocebus cynosuros é um Macaco do Velho Mundo, da subfamília Cercopithecinae, que ocorre na África. A espécie já foi considerada como subespécie de Chlorocebus pygerythrus ou de Chlorocebus aethiops.

## Descrição
É um macaco esguio, com longos membros e uma longa cauda. A é pelagem é cinza-oliva. O peitoral e ventre são brancos, assim como as bochechas e sobrancelhas, que envolvem uma face sem pelos e com manchas pálidas. Os olhos são castanhos. A genitalia é colorida: o escroto é azul, e o penis é vermelho. Machos são 20& maiores que as fêmeas.

## Distribuição geográfica e habitat
É encontrado no centro-sul da África, desde o oeste da República Democrática do Congo até a costa com o Oceano Atlântico e do sul ao norte da Namíbia e Zâmbia, no rio Luangwa. Habitat florestas pantanosas, florestas abertas e montana até cerca de 4 500 m de altitude.

## Comportamento
É um animal diurno, que vive em grandes grupos, consistindo de mais de 50 animais. Cada grupo tem seu próprio território, e o tamanho dele depende da quantidade de alimento que é disponível.

### Dieta
A dieta é onívora e consiste de frutos, sementes, flores, néctar, invertebrados, ovos e lagartos.